# کاروانسرای جویم
کاروانسرای جویم مربوط به دوره صفوی است و در شهرستان لارستان، محله میانده جویم واقع شده و این اثر در تاریخ ۳۰ خرداد ۱۳۷۷ با شمارهٔ ثبت ۲۰۳۶ به‌عنوان یکی از آثار ملی ایران به ثبت رسیده است.